# Mary McDonnell
Mary Eileen McDonnell (Wilkes-Barre, 28 de abril de 1952) es una actriz estadounidense de cine y televisión. Recibió candidaturas a los Premios Óscar por sus papeles como Erguida con puño  (Hispanoamérica) o En pie con el puño en alto (España) en Dances with Wolves y May-Alice Culhane en Passion Fish. Es conocida como la presidenta Laura Roslin en la serie Battlestar Galactica.

## Biografía
Mary McDonnell nació en Pensilvania aunque se trasladó a Ithaca, Nueva York para graduarse en la Universidad de State University of New York at Fredonia. Posteriormente, estudió arte dramático y se unió a la prestigiosa compañía Long Wharf Theatre Company, con la que estuvo trabajando durante años. McDonnell se casó con Randle Mell, también actor, con el que tiene dos hijos, Olivia and Michael, y actualmente reside en Los Ángeles.

## Carrera

### Cine y televisión
Ganó un Globo de Oro en 1980 por su trabajo en Still life. En Broadway, realizó trabajos como Execution of Justice, The Heidi Chronicles y Summer and Smoke.
Después de 21 años en trabajos teatrales y de televisión, McDonnell realizó su entrada gloriosa en 1990 como una norteamericana adoptada por los siux, Stands with a fist («Erguida con puño»), en la película de Kevin Costner Dances with Wolves. Aunque el papel representaba la hija de Graham Greene Mary McDonnell, que entonces tenía 37 años, tenía dos meses más que Greene, y dos años menos que Tantoo Cardinal, la actriz que interpretaba a su madre adoptiva. Para rematarlo, McDonnell estuvo extremadamente nerviosa sobre su escena de sexo con Kevin Costner. De todas maneras, ello no le impidió ser candidata a los Oscar en la categoría de mejor actriz de reparto. McDonnell consiguió al año siguiente otra candidatura por Passion Fish (1992), en esta ocasión en la categoría de actriz principal. Otros papeles de McDonnell en el cine han sido Grand Canyon (1991), Sneakers (1992), Independence Day (1996) y Donnie Darko (2001). 
En televisión, McDonnell empezó a trabajar con la comedia de 1980 As the World Turns. Posteriormente trabajaría en la sitcom E/R, junto a Elliott Gould y George Clooney. Fue nominada a los Premios Emmy por su papel de Eleanor Carter, la madre de Dr. John Carter interpretado por Noah Wyle en ER. También sería la Dra. Virginia Dixon, por tres episodios en Anatomía de Grey en 2008 y 2009. Sin embargo, el papel más reconocido es el que ha interpretado en 2003 en la serie Battlestar Galactica como Laura Roslin, la presidenta de las doce colonias.

## Filmografía
- 1984: Buscando a Greta (Garbo Talks), de Sidney Lumet.
- 1987: Matewan, de John Sayles.
- 1988: Tiger, La última oportunidad (Tiger Warsaw).
- 1990: Dances with Wolves, de Kevin Costner.
- 1991: Grand Canyon, de Lawrence Kasdan.
- 1992: Passion Fish de John Sayles.
- 1992: Sneakers, de Phil Alden Robinson.
- 1994: Ganar de cualquier manera (Blue Chips), de William Friedkin.
- 1996: Independence Day , de Roland Emmerich.
- 1996: Vidas deshechas (Woman Undone) de Evelyn Purcell.
- 1997: 12 Hombres Sin Piedad: Veredicto Final (12 Angry Men)
- 1998: Atrapado en el tiempo (Evidence of Blood).
- 1998: Trapos Sucios (You Can Thank Me Later).
- 1999: Mumford, de Lawrence Kasdan.
- 2000: La elección de un padre (A Father's Choice).
- 2000: Para toda la vida (For All Time), de Steven Schachter.
- 2001: Donnie Darko, de Richard Kelly.
- 2003: Nola, de Alan Hruska.
- 2004: Crazy Like a Fox.
- 2004-2009: Battlestar Galactica (serie de televisión), rol Laura Roslin.
- 2004: Mrs. Harris.
- 2009: Anatomía de Grey (Grey's Anatomy), rol Dra. Virginia Dixon.
- 2009: Killer Hair.
- 2009: Hostile Makeover
- 2009–2012: The Closer (serie de televisión), rol Sharon Raydor.
- 2010: Scream 4
- 2011: Margin Call.
- 2012: Major Crimes (serie de televisión), rol Sharon Raydor.
- 2017: Fargo (serie de televisión), rol Ruby Goldfarb.
- 2023: La caída de la casa Usher (serie de televisión), rol Madeleine Usher.

## Premios y nominaciones
Premios Óscar
| Año  | Categoría                          | Película           | Resultado |
| ---- | ---------------------------------- | ------------------ | --------- |
| 1991 | Oscar a la mejor actriz de reparto | Dances with Wolves | Nominada  |
| 1993 | Oscar a la mejor actriz            | Passion Fish       | Nominada  |